# Дистанція (залізниця)
Дистанція — структурний підрозділ на залізницях Укрзалізниці, також відповідні підрозділи є в метрополітенах  України.
Дистанції присутні на залізницях, структура яких побудована за російським імперським і радянським зразком, структурний підрозділ служби, який відповідає за певну спеціалізацію у галузі служби, чи можуть бути територіальними підрозділами служби. Наприклад, у службі електропостачання Південної залізниці присутні дистанції електропостачання Харківська (ЕЧ-2), Сумська (ЕЧ-3), Полтавська (ЕЧ-4) тощо.
У метрополітенах, де структура збігається із залізничною, дистанція також є структурним підрозділом служби метрополітену.

## Позначення
Скорочені назви дистанції зазвичай несуть у назві літеру «Ч» (частина), як-от: ЕЧ (дистанція електропостачання), ПЧ (дистанція колії), ТЧ (тягова дистанція, депо).

## Історія

### Україна
При розпаді СРСР утворилося Міністерство транспорту України, а Кабінет Міністрів України 14 грудня 1991 року видав постанову «Про створення Державної адміністрації залізничного транспорту України»..
До складу залізниці (однієї з регіональних філій Укрзалізниці) входять служби. Служби за напрямами поділяються на дистанції, які у свою чергу — на дільниці.

## Метрополітени
У 1935 році з'являється перший метрополітен в СРСР — Московський метрополітен. 1960 року виникає третій в СРСР і перший в радянській Україні Київський метрополітен. Зразком для побудови структури метрополітену, а також постачальником первісних кадрів стала залізниця. Кадри для Харківського метрополітену (1975) надавала Південна залізниця.
За аналогією з залізницею у метрополітенах України (Харківський, Київський) дистанції є структурними підрозділами, які підпорядковуються службам і своєю чергою поділяються на дільниці.